# Lionel Carley
Lionel Carley (* 14. Mai 1936; † 28. Dezember 2021) war ein britischer Musikschriftsteller.
Nach dem Studium im Dienst des britischen Außenministeriums tätig, begann Carley sich schon frühzeitig für die Musik von Frederick Delius einzusetzen. Ab 1966 übte er das Amt des Archivars des Delius-Trusts aus, ab 1991 war er überdies Advisor to the Trust und ab 2005 Präsident der Delius Society.
Nach seinem Ausscheiden aus dem diplomatischen Dienst intensivierte Carley seine schriftstellerischen ebenso wie seine herausgeberischen Aktivitäten.

## Veröffentlichungen (Auswahl)
- Delius: a life in pictures. Lionel Carley and Robert Threlfall. Publisher: Oxford: Oxford University Press, 1977. ISBN 0-19-315437-4
- Delius, a life in letters. Publisher: Cambridge, Mass.: Harvard University Press, 1983. ISBN 0-674-19570-1
- Delius, a life in letters. Publisher: London: Scolar Press, in association with the Delius Trust, 1983–1988. ISBN 0-85967-717-6 Edition: (v.2)
- Delius, a life in letters. Publisher: London: Scolar Press, in association with the Delius Trust, 1983–1988. ISBN 0-85967-656-0 Edition: (v.1)
- Delius, the Paris years. Publisher: [Rickmansworth]: Triad Press, 1975. ISBN 0-902070-14-2
- Grieg and Delius: a chronicle of their friendship in letters. Publisher: London; M. Boyars, 1993. ISBN 0-7145-2961-3
- Frederick Delius: Music, Art, and Literature. Publisher: Aldershot; Ashgate, 1998. ISBN 1-85928-222-9